# Халил Умут Мелер
Халил Умут Мелер (тур. Halil Umut Meler је турски фудбалски судија. Он је на Фифиној листи од 2017. и члан УЕФА Елите од 2022. године. У децембру 2023. је хоспитализован након што је нападнут на крају утакмице Супер лиге између МКЕ Анкарагуџуа и Чајкур Ризеспора, инцидент који је довео до недељу дана дуге суспензије целокупног фудбала турске лиге.

## Судијска каријера
Халил Мелер је дебитовао у турској Суперлиги 18. септембра 2015. године у мечу између Истанбул Башакшехира и Акхисар Беледијеспора, где је утакмица завршена резултатом 2:0.
Дана 29. јуна 2017. поверен му је рад у међународној арени, суђење квалификационог меча УЕФА Лиге Европе између клубова Војводина и Ружомберок (2:1) где је показао 4 жута картона. У сезони 2020-2021, први пут је судио на утакмици Лиге шампиона.
Био је један од судија на Европском првенству до 17 година 2018, које се одржало у Енглеској. Односи се на три утакмице групне фазе и финале турнира.
Судијски деби за сениорске репрезентације је имао 6. децембра 2018. године у Астани када је судио утакмицу између репрезентација Казахстана и Грузије у оквиру такмичења Лиге Нација.
Године 2019. именован је за главног судију на утакмици Суперкупа Турске између Бешикташа и Анталјаспора (4:2).
Почетком 2021. године, Мехлер је постао један од 12 судија изабраних да суде утакмице групне фазе на Европском првенству за младе 2021. у Мађарској и Словенији, где је судио две утакмице.
У 2022. години, турски судија је унапређен у елитну категорију судија УЕФА..
У априлу 2024. изабран је за једног од главних судија међу 19 судијских тимова који ће судити на утакмицама Европског првенства у фудбалу које се одржава у периоду јун-јул 2024. на фудбалским теренима Немачке.

### Европско првенство у фудбалу 2024.
| Фаза          | Датум         | Град               | Стадион            | Екипа 1  | Резултат       | Екипа 2  | Жути картон | Red card | Пенали |
| ------------- | ------------- | ------------------ | ------------------ | -------- | -------------- | -------- | ----------- | -------- | ------ |
| Групна фаза   | 17. јун 2024. | Франкфурт на Мајни | Валдстадион        | Белгија  | 0:1 (0:1)      | Словачка | 3 - 1       | 0 - 0    | 0 - 0  |
| Групна фаза   | 21. јун 2024. | Берлин             | Олимпијски стадион | Пољска   | 1:3 (1:1)      | Аустрија | 4 - 2       | 0 - 0    | 0 -    |
| Осмина финала | 30. јун 2024. | Гелзенкирхен       | Фелтинс арена      | Енглеска | 2:1 (0:1, 0:0) | Словачка | 3 - 6       | 0 - 0    | 0 - 0  |